# Ètnia nanticoke
Els nanticoke són una tribu índia de parla algonquina, el nom de la qual provenia del terme lenape nantego o unechtgo que significa poble de la costa del mar. Originàriament habitava la part est de Maryland i al sud de Delaware. Avui dia són concentrats al comtat de Sussex (Delaware).

## Demografia
Cap al 1600 eren uns 2.700 indis, però la guerra i les malalties els reduïren a 500 el 1722 i a 140 el 1756. El 1950 hi havia uns 700, molt barrejats amb els negres, sota la denominació de choptank, wicocomoy i wimash. El 1980 eren calculats en uns 400 juntament amb els piscataway, però el 1990 eren registrats un miler.
Segons dades del cens dels EUA del 2000, hi havia 860 purs, 44 barrejats amb altres tribus, 642 barrejats amb altres races i 55 barrejats amb altres races i altres tribus. En total, 1.601 individus.

## Costums
Subsistien del conreu del moresc i del tabac, i de pescar i posar paranys. La seva casa era el wigwam, similar als de les tribus algonquines dels voltants. També utilitzaven els wampumpeaq o wampums. La seva organització social potser incloïa un gran cabdill o tayac que tenia subordinats als caps de les diferents bandes o subtribus. Al seu costat hi havia un werowance o cap major, així com un wiso o ‘consell de pau’ i un cockarouse o consell de guerra. També celebraven matchacomicos, reunions del consell. Eren relacionats amb els conoy i la facció unalachtigo dels lenapes.
Creien en Manito i feien sacrificis a Okee, esperit del mal. També feien cerimònies pel tabac, considerada planta sagrada, i enterraven els mort en una qurackeson (casa de morts). El grup inclou els arseek, cuscarawaoc, nause, ozinies i sarapinagh.

## Història
Ja foren visitats per l'italià Giovanni Verrazano el 1524, i el 1608 l'anglès John Smith arribà al riu Kuskarawask (un dels altres noms que tenia la tribu). El 1627 William Glaiborne establí una fortificació a l'illa de Kent, i aleshores es calculava que tenien uns 200 guerrers. Pel 1632 el seu territori fou cedit a George Calvert, qui el 1634 va facilitar l'arribada de 200 colons en dos vaixells, l’Ark i el Dove, que fundaren una colònia a l'illa Blakiston, vora el riu Potomac.
Des del 1642, any de l'acabament de la Guerra d'Opechankanough, i fins al 1678 van estar en constant guerra amb els colons de Maryland per la possessió de la terra, organitzant raids guerrers. Entre el 1642 i el 1647 foren atacats pel capità John Price, qui els destruí els camps de moresc. El 5 de juliol del 1652 els minqua o susquehannock van fer un tractat amb Maryland, i el 1666 el cap Mattaagund va apel·lar el govern de Maryland contra els injúries i robatoris de terres.
L'1 de maig del 1668 el tayac "emperador" Unnacokasimmon signaria fins a cinc tractats de pau i cessió de terres. Però tot i així el 1677-1678 atacaren les plantacions, cosa que provocaria una expedició militar de represàlia als seus campaments el 1682. Sembla que pel 1698 ja els eren conegudes les reserves; el 1649 es crearen els primers per als choptank, i el 1698 per als nanticoke a Dorchester, ambdós foren traslladats a Chiconi el 1704 i el 1711 a 3.000 acres a Broad Creek. Tanmateix, la situació els convidava a marxar, i cap al 1722 la majoria es van moure cap al Nord amb els iroquesos de Nova York amb d'altres wappinger i mohicà, amb qui s'establiren pels voltants del 1784 a la vall de l'Ohio, juntament amb els lenapes. Això ho aprofitarien els colons el 1723 per intentar prendre-li les terres a William Ashquash, fill de l'últim tayac i darrer habitant de la reserva.
El 1742 van intentar revoltar-se, i el 1748 van marxar amb els iroquesos a Pennsilvània, alhora que s'establiren a Bringhanton (Nova York) i Grand River (Ontario). El grup d'Ontario era compost per 11 individus el 1785, que passaren a 10 el 1811, només 2 el 1813 i a 47 el 1843.
Els que es quedaren enviaren el 1759 una delegació a demanar una petició al governador Horatio Sharpe, de manera que el 1767 van rebre 666,66 $ en compensació per les terres arrabassades. El 1761, juntament amb alguns piscataway, demanaren quedar-se a Maryland, i el 1780 van rebre missioners que els cristianitzaren. Endemés, el 1801 va morir Molley Mulberry, últim choptank, i el 1856 Lydia Clark (1781-1856), última parlant de llengua nanticoke. Entre el 1800 i el 1830 vivien generalment de la cacera furtiva.
Dos dirigents nanticoke, Levin Sockum i Isaac Harman, es dedicaren al comerç i donaren prosperitat a la comunitat, però després de la revolta de Nat Turner el 1831 foren considerats com a colored people i equiparats legalment a negres i mulats. El 1853 demanaren des del Canadà al govern de Maryland que els pagués les terres arrabassades. El mateix any, Levin Sockum fou acusat a Delaware de violar la llei que prohibia vendre armes de foc a la colored people per haver-ho fet al seu amic Issac Harman, però només se l'imposà una multa de 80 $.
Cap al 1867 es van fer metodistes i el 1872 Harman esdevé el propietari més important de la zona. Però la Llei de Segregació Racial del 1875 els obliga a pagar un impost per les escoles, cosas que els causà indignació. I com que les lleis del 1881 i del 1903 no els definien com a indis, des del 1885 molts emigraren a San Francisco.
El 1922 Fred Clark, Lincoln Harman i el cap William Russell Clark (mort el 1928), qui ocupava el càrrec des del 1921 i era descendent de Lydia Clark, fundaren la Nanticoke Indian Association. El cap Russell Clark va rebre l'antropòleg Frank Speck, qui va fer un recull de llurs tradicions. Alhora, el 24 de febrer del 1922 la NIA va rebre la carta d'incorporació a Delaware. Van recuperar tradicions, però també foren discriminats com a negres els qui s'incorporaren com a voluntaris de guerra.
Els caps des d'aleshores han estat Ferdinand i Robert Clark (1928-1932) i Charles Clark (1932-1971). Kenneth S. Clark va fer renéixer la NIA el 1975, i en fou reelegit com a cap el 1987. Fou l'artífex de fer entrar el grup en la Coalition of Eastern Native Americans. També patrocinà la creació el 1977 de la Nanticoke Indian Heritage Project, que va rebre subvencions estatals, i des del 1980 un edifici. Així, el 1979 organitzaren la celebració d'un powwow on hi participaren 30.000 indis de totes les nacions.